# Morenoina antarctica
Morenoina antarctica är en svampart som först beskrevs av Speg., och fick sitt nu gällande namn av Ferdinand Theissen 1913. Morenoina antarctica ingår i släktet Morenoina och familjen Asterinaceae.   Inga underarter finns listade i Catalogue of Life.